# Gastón von dem Bussche
Gastón Enrique von dem Bussche Aranda (Concepción, 25 de marzo de 1930 - Santiago, 8 de noviembre de 2007) fue un escritor, actor y profesor chileno.

## Biografía
Fue profesor de literatura de la Universidad de Concepción hasta 1960, poetay un destacado estudioso de la obra de la poetisa chilena Gabriela Mistral. Se le considera como uno de los personajes que más contribuyó al desarrollo del Teatro de la Universidad de Concepción (TUC) durante su época de mayor esplendor (década de 1960) y de la escena artística de la ciudad de Concepción en general, hasta el advenimiento del golpe de Estado de 1973.